# Nontron
Nontron – miejscowość i gmina we Francji, w regionie Nowa Akwitania, w departamencie Dordogne.
Według danych na rok 1990 gminę zamieszkiwało 3558 osób, a gęstość zaludnienia wynosiła 144 osób/km² (wśród 2290 gmin Akwitanii Nontron plasuje się na 121. miejscu pod względem liczby ludności, natomiast pod względem powierzchni na miejscu 381.).